# Pascaline Freiher
Pascaline Freiher, née le 11 janvier 1966 à Megève, est une skieuse alpine française. 

## Biographie
Pascaline Freiher est la fille de Raymond Freiher (1926-2018) et de Marie-José Dusonchet championne de France de descente en 1960.
En 1984, elle participe aux championnats du monde juniors à Sugarloaf (en). Elle y prend la 6e place du slalom et se classe 8e sur le combiné.
En 1987, elle prend la 3e place des championnats de France de slalom à Megève.
En 1988, elle participe aux Jeux olympiques de Calgary. Elle abandonne dans le slalom et elle se classe 22e du combiné. Cette même année elle obtient son meilleur résultat en coupe du monde avec une superbe 4e place dans le slalom d'Aspen.
Elle participe en 1989 aux championnats du monde de Vail où elle prend de bonnes 10e places dans le slalom et le combiné. Cette année-là elle est aussi vice-championne de France de slalom aux Orres. 
Elle est mariée à Laurent Scharapan. Passionnée d'équitation, elle crée en 2011 avec Frédéric Muffat, le jumping international de Megève. La 13e édition de cette manifestation a été organisée en 2024.

## Palmarès

### Jeux olympiques
| Épreuve / Édition | Slalom  | Combiné |
| ----------------- | ------- | ------- |
| JO 1988 Calgary   | Abandon | 22e     |

### Championnats du monde
| Édition / Epreuve  | Slalom | Combiné |
| Mondiaux 1989 Vail | 10e    | 10e     |

### Coupe du monde
- Meilleur classement au Général : 54e en 1988 avec 12 points
- Meilleur classement de Slalom : 22e en 1988 avec 12 points
- Meilleur classement de Combiné : 23e en 1989 avec 1 point

2 tops-10 en slalom
- Meilleur résultat sur une épreuve de Coupe du monde de Slalom : 4e à Aspen le 6 mars 1988 [2]
- Meilleur résultat sur une épreuve de Coupe du monde de Combiné : 15e à Grindelwald le 15 juin 1989

#### Classements
| Saison / Épreuve | Saison / Épreuve | Général | Général | Slalom | Slalom | Combiné | Combiné |
| ---------------- | ---------------- | ------- | ------- | ------ | ------ | ------- | ------- |
| Saison / Épreuve | Saison / Épreuve | Class.  | Points  | Class. | Points | Class.  | Points  |
| 1988             | 1988             | 54e     | 12      | 22e    | 12     | -       | -       |
| 1989             | 1989             | 64e     | 7       | 28e    | 6      | 23e     | 1       |

### Championnats du Monde Juniors
| Épreuve / Édition            | Descente | Slalom géant | Slalom | Combiné |
| Mondiaux 1984 Sugarloaf (en) | 23e      | 26e          | 6e     | 8e      |

### Championnats de France

#### Elite
| Édition / Epreuve                               | Slalom | Descente |
| ----------------------------------------------- | ------ | -------- |
| Championnats 1982 Tignes / Valberg / La Rosière |        | 10e      |
| Championnats 1984 Auron                         | 6e     |          |
| Championnats 1986 Les-Sept-Laux                 | 7e     |          |
| Championnats 1987 Megève                        | Bronze | 20e      |
| Championnats 1988 Les Orres                     | Argent |          |
| Championnats 1990 Tignes                        | 8e     |          |
| Championnats 1991 Méribel                       | 6e     |          |